# Marko Perović (calciatore 1984)
Marko Perović (Марко Перовић; Pristina, 11 gennaio 1984) è un allenatore di calcio ed ex calciatore serbo, di ruolo centrocampista, assistente della nazionale serba.

## Palmarès

### Club

#### Competizioni nazionali
- Coppa di Serbia: 3

Stella Rossa 2001-2002 2003-2004, 2005-2006
- Campionato serbomontenegrino: 2

Stella Rossa: 2003-2004, 2005-2006
- Campionato serbo: 1

Stella Rossa: 2006-2007
- Coppa di Serbia: 1

Stella Rossa: 2006-2007
- Campionato svizzero: 1

Basilea: 2007-2008
- Coppa Svizzera: 1

Basilea: 2007-2008